# 金帛盛会

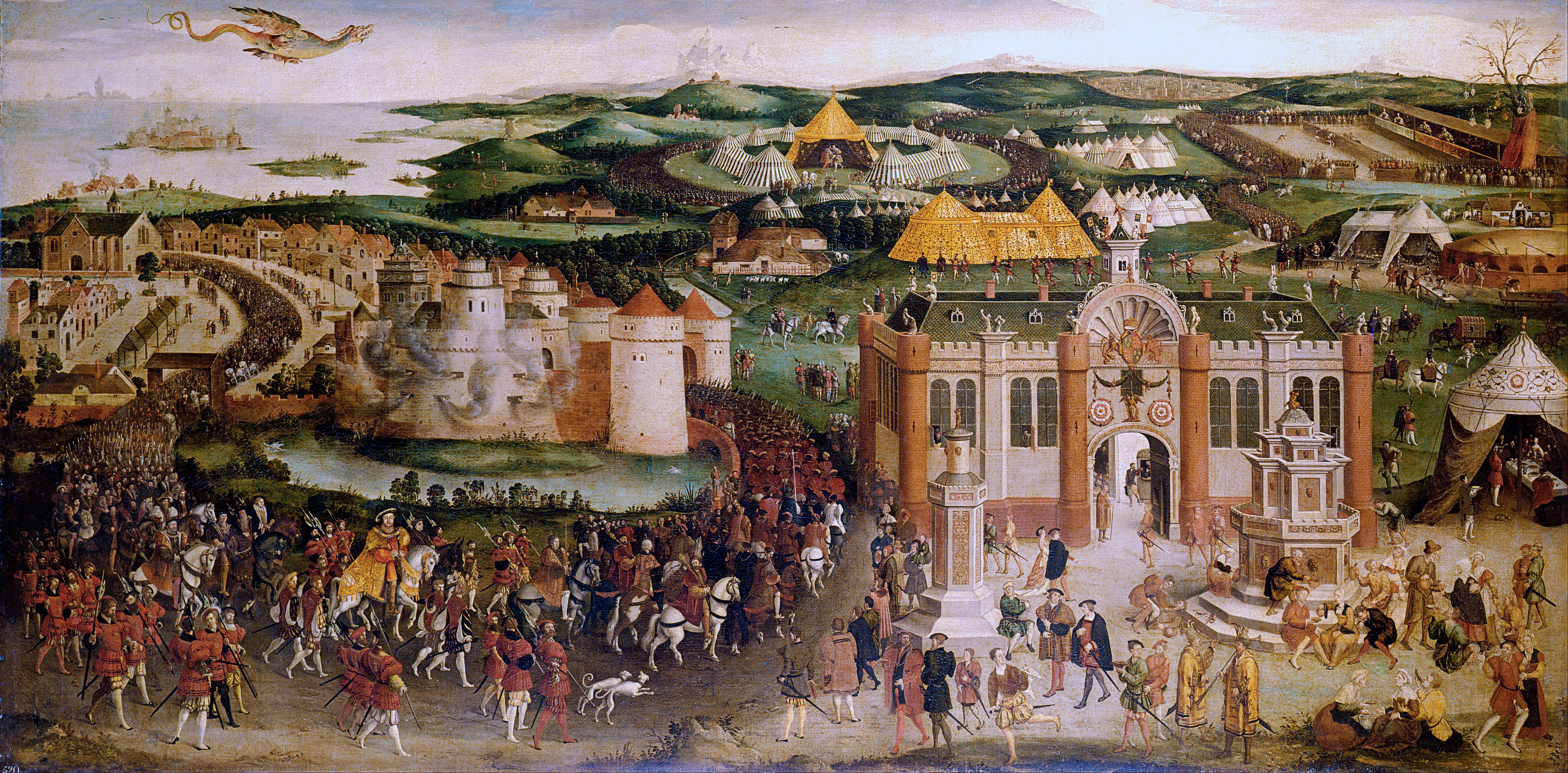
《金帛盛会》，汉普顿宫皇家收藏，绘于约1545年。亨利八世在左下角。

金帛盛会（英语：Field of the Cloth of Gold,發音：[kɑ̃ dy dʁa d‿ɔʁ] ）是英格兰国王亨利八世和法国国王弗朗西斯一世于1520年6月7日至24日举行的一次峰会。举办地在位于法国阿德尔和英格兰吉讷之间的巴兰冈，两位国王在会上大肆炫耀自己的财富。
主持会议的是英格兰的红衣主教托馬斯·沃爾西，峰会旨在加强两国国王之间的友谊，并试图终止欧洲国家之间的战争。虽然现在属于法国，巴兰冈当时被视为英格兰的领土。这导致了英法之间的一些紧张情绪。最终盛会也没有取得很好的外交成果。

## 经过

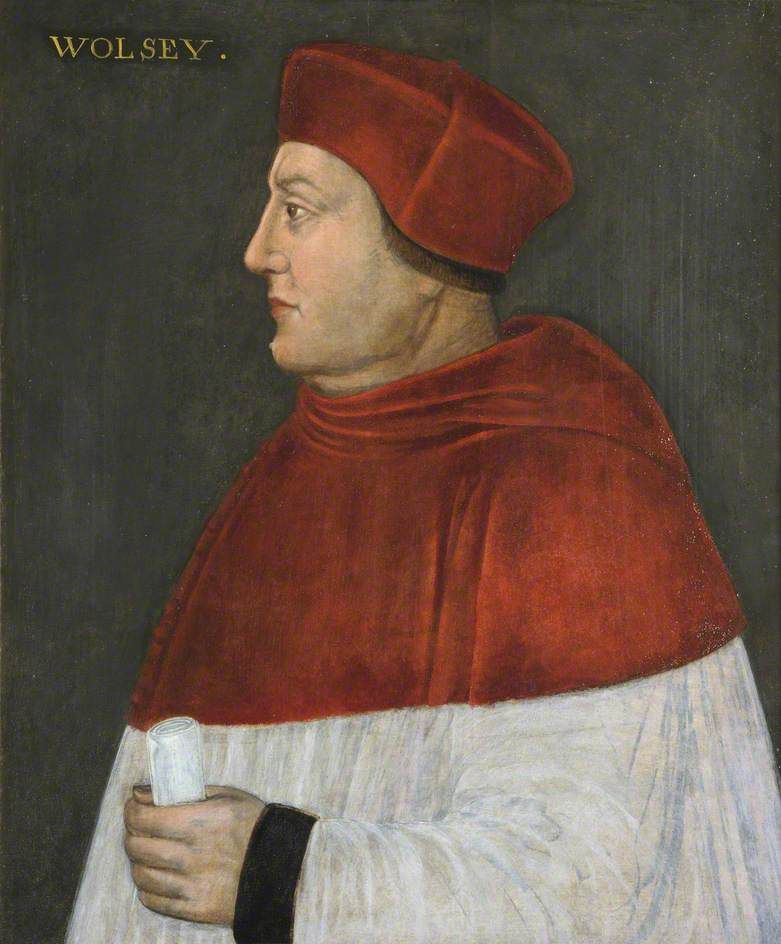
红衣主教沃尔西

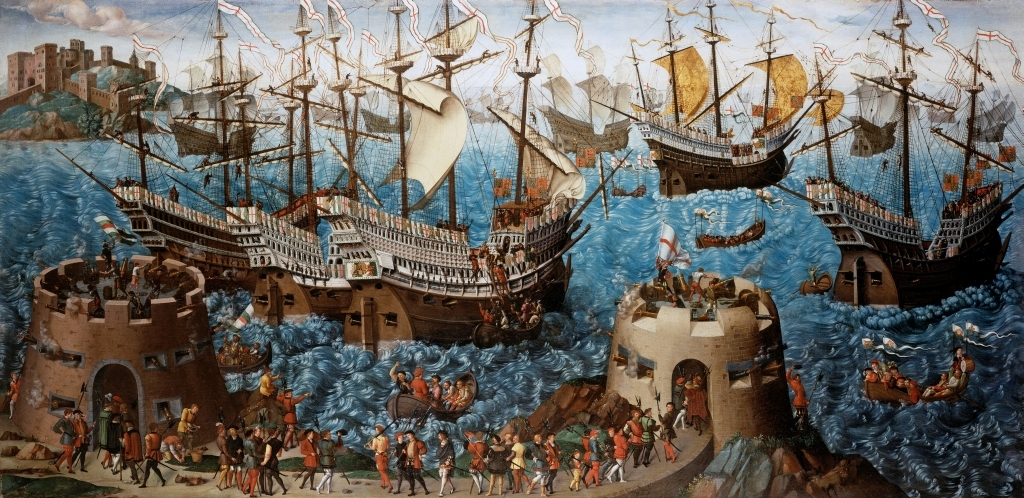
亨利八世从加来海峡的多佛出发，多佛城堡位于左上方。本作现藏于汉普顿宫。

两位国王都试图用奢华的帐篷、服饰、宴会、音乐和其他活动来和对方攀比。两方的帐篷和服饰上使用了大量的金丝，会议因此得名。
英王为此于吉讷城堡前临时建造了一座宫殿，占地近12,000平方碼（10,000平方）。宫殿分四个区和一个中庭，边长约100米，砖砌地基高2米。亨利随从规模极其庞大，一个月内就消耗了2200只羊和大量的粮食。他们住在城堡外的2800顶帐篷里。
法国方面的音乐由作曲家让·穆东负责。英格兰方面的音乐则由作曲家威廉·科尼什负责。
亨利从加来出发，于1520年6月4日星期一到抵达吉讷，弗朗西斯则住在阿德尔。6月7日星期四，沃尔西身着盛装拜访了法国国王，之后两位君主正式会面。接下来的几天两位国王都参加了宴会上的活动。盛会上的弥撒由沃尔西主持，传说期间曾有一条龙飞过会场上方。之后，两位国王在6月24日星期日（施洗者圣约翰斋日）离开。

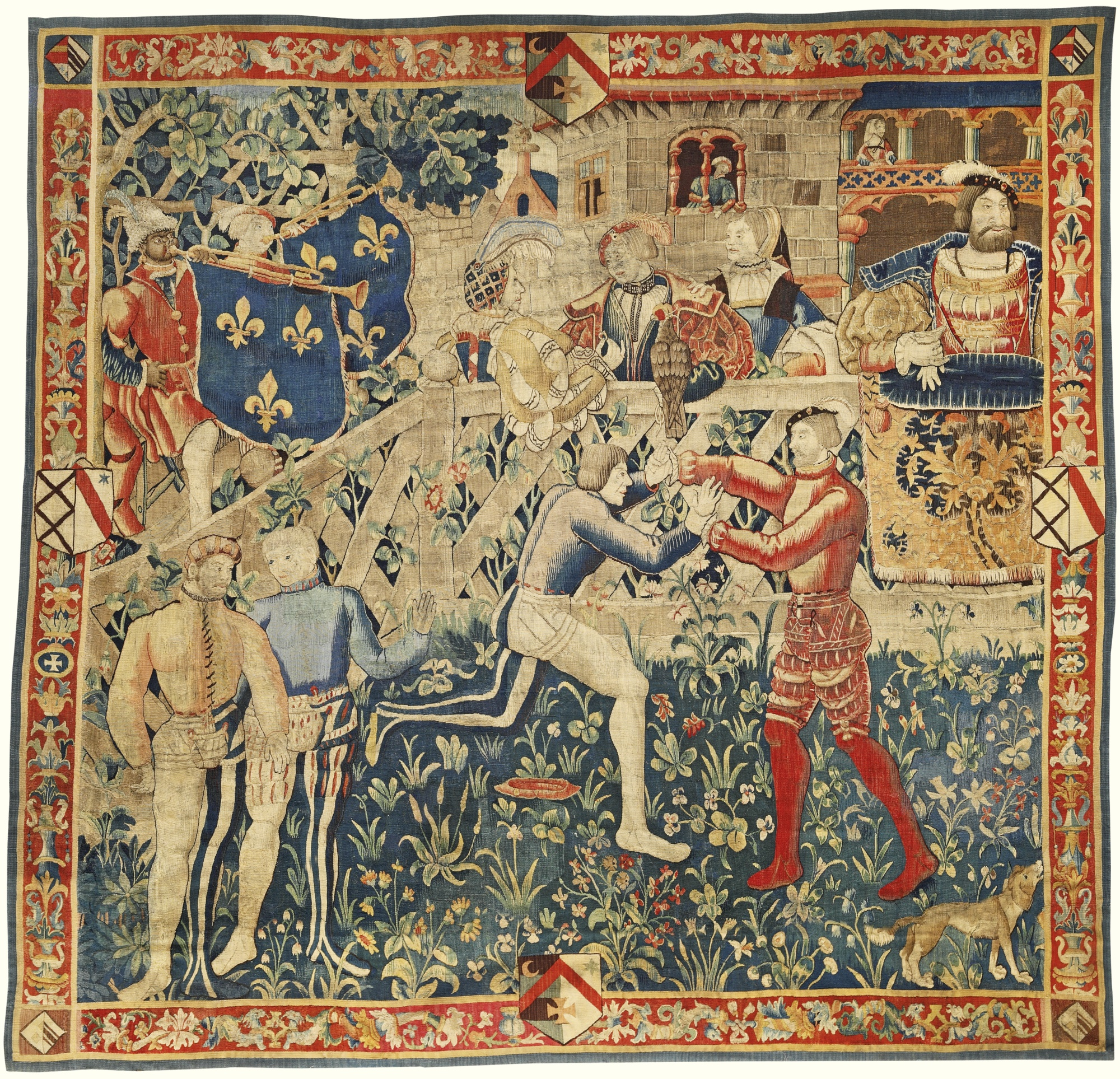
盛会上的摔跤比赛（挂毯，约1520年），弗朗西斯一世位于右上方。

## 结果
这次会议给当时的人留下了深刻的印象，但它却没有取得很大的政治成果。虽然精心制定的比赛规则使两位国王不会相互竞争，但亨利八世却在一场摔跤比赛上出人意料地对弗朗西斯一世发起挑战。亨利很快就输了，使得他心情变得很糟糕。
盛会后不久，由于沃尔西安排英王与查理五世结盟，英法关系迅速恶化。查理五世于当年晚些时候向法国宣战，开启意大利战争。

## 扩展阅读
- Mattingly, Garrett. "An Early Nonaggression Pact," Journal of Modern History," March 1938, Vol. 10 Issue 1, 1–30 in JSTOR （页面存档备份，存于）
- Hayward, Maria. Dress at the Court of King Henry VIII (Routledge, 2017).
- Lynn, Eleri. Tudor Textiles (Yale UP, 2020).
- Richardson, Glenn. "The King, the Cardinal-Legate and the Field of Cloth of Gold." Royal Studies Journal 4.2 (2017): 141-160 online （页面存档备份，存于）.
- Richardson, Glenn. "Field of the Cloth of Gold" History Today (July 2020) 7#7 pp 28-39.
- Richardson, Glenn. Renaissance Monarchy: The Reigns of Henry VIII, Francis I & Charles V (2002) 246pp
- Richardson, Glenn. . New Haven, US: Yale University Press. 2014. ISBN 978-0-3001-4886-2. 288pp
- Russell, J.G. . London: Routledge. 1969. ISBN 0-7100-6207-9.
- Smith, Pamela H., et al. "The Matter of Ephemeral Art: Craft, Spectacle, and Power in Early Modern Europe." Renaissance Quarterly 73.1 (2020): 78-131.
- Eyewitness descriptions appear in Edward Hall's Chronicle and Richard Grafton's Chronicle at Large.